# Ораньестад (Аруба)
Ора́ньестад (нидерл. Oranjestad, дословно — «Оранжевый город») — административный центр и крупнейший город Арубы, расположенный на южном побережье около западной оконечности острова. Высота — 18 метров над уровнем моря. На момент 2020 года население составляет 28 658 человек.

## История

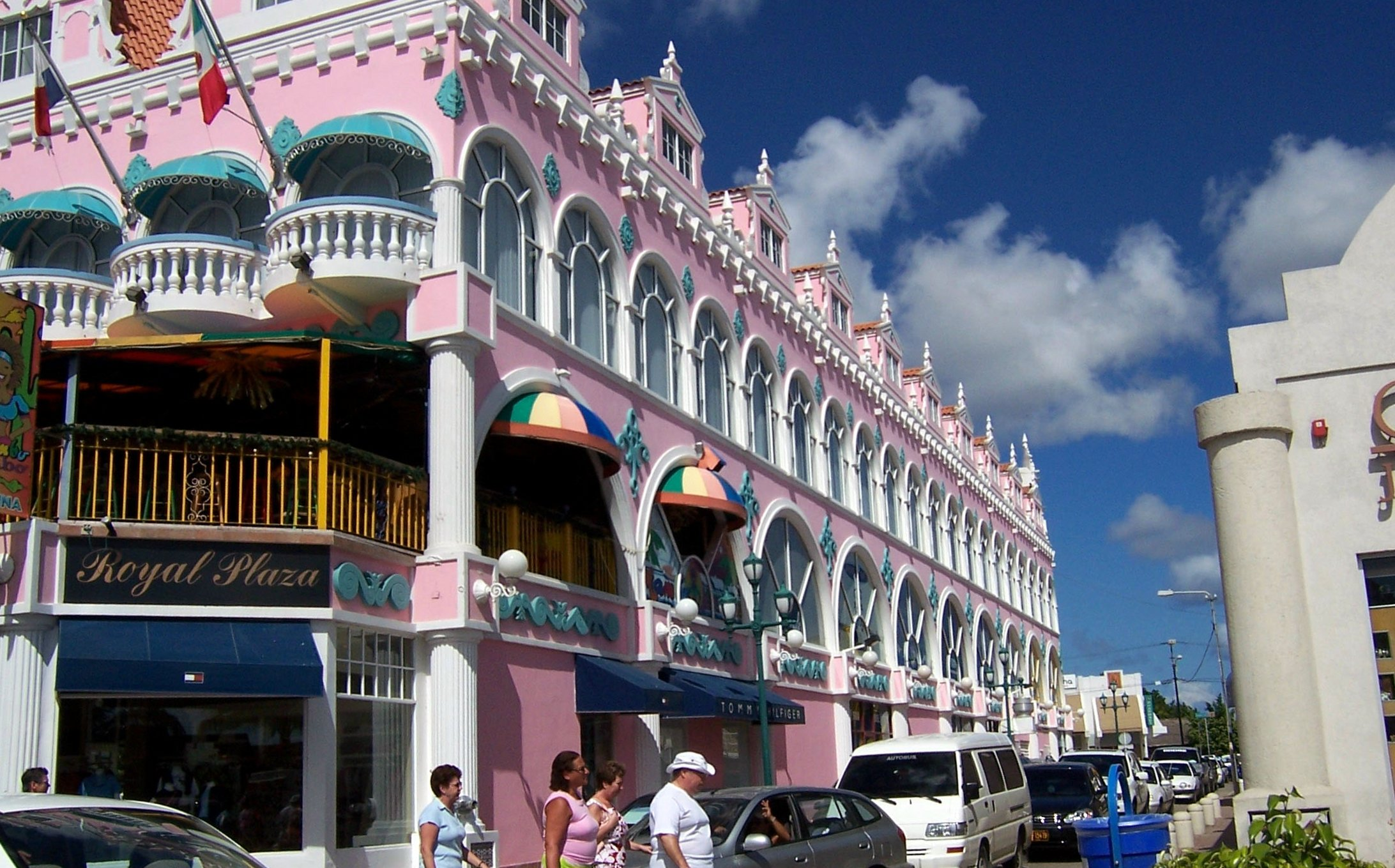
Одно из многих зданий, построенных в голландском колониальном стиле.

Начало городу дал форт Заутман, построенный в 1796 году. Первоначально, у города не было официального названия, он был известен как «город на пляже лошадей» (нидерл. Paardenbaai), так как в нём разводили лошадей, которых позже вывозили на соседний Кюрасао. К тому времени город уже был столицей острова.
Город назван в честь Виллема Оранского—Нассаусского — первого короля Нидерландов из Оранской династии. Получил такое название в 1820-х годах, когда интерес голландцев к Арубе возрос в связи с открытием залежей золота.
В городе располагался главный офис авиакомпании Air Aruba. 23 октября 2000 года компания приостановила работу, в настоящее же время базируется авиакомпания Aruba Airlines.

## Климат
| Показатель                                                      | Янв. | Фев. | Март | Апр. | Май  | Июнь | Июль | Авг. | Сен. | Окт. | Нояб. | Дек. | Год   |
| --------------------------------------------------------------- | ---- | ---- | ---- | ---- | ---- | ---- | ---- | ---- | ---- | ---- | ----- | ---- | ----- |
| Абсолютный максимум, °C                                         | 32,5 | 33,0 | 33,9 | 34,4 | 34,7 | 35,2 | 35,2 | 36,1 | 36,5 | 35,4 | 34,2  | 33,3 | 36,5  |
| Средний суточный максимум, °C                                   | 30,0 | 30,4 | 30,9 | 31,5 | 32,0 | 32,2 | 32,0 | 32,6 | 32,7 | 32,1 | 31,3  | 30,4 | 31,5  |
| Средняя температура, °C                                         | 26,7 | 26,8 | 27,2 | 27,9 | 28,5 | 28,7 | 28,6 | 29,1 | 29,2 | 28,7 | 28,1  | 27,2 | 28,1  |
| Средний суточный минимум, °C                                    | 24,5 | 24,7 | 25,0 | 25,8 | 26,5 | 26,7 | 26,4 | 26,8 | 26,9 | 26,4 | 25,8  | 25,0 | 25,9  |
| Абсолютный минимум, °C                                          | 21,3 | 20,6 | 21,4 | 21,9 | 23,2 | 22,8 | 21,6 | 21,3 | 22,1 | 21,9 | 22,0  | 21,4 | 20,6  |
| Норма осадков, мм                                               | 39,3 | 20,6 | 8,7  | 11,6 | 16,3 | 18,7 | 31,7 | 25,8 | 45,5 | 77,8 | 94,0  | 81,8 | 471,7 |
| Температура воды, °C                                            | 26   | 26   | 26   | 26   | 27   | 27   | 27   | 28   | 28   | 29   | 28    | 27   | 27    |
| Источник: DEPARTAMENTO METEOROLOGICO ARUBA, World Climate Guide |      |      |      |      |      |      |      |      |      |      |       |      |       |

## Культура

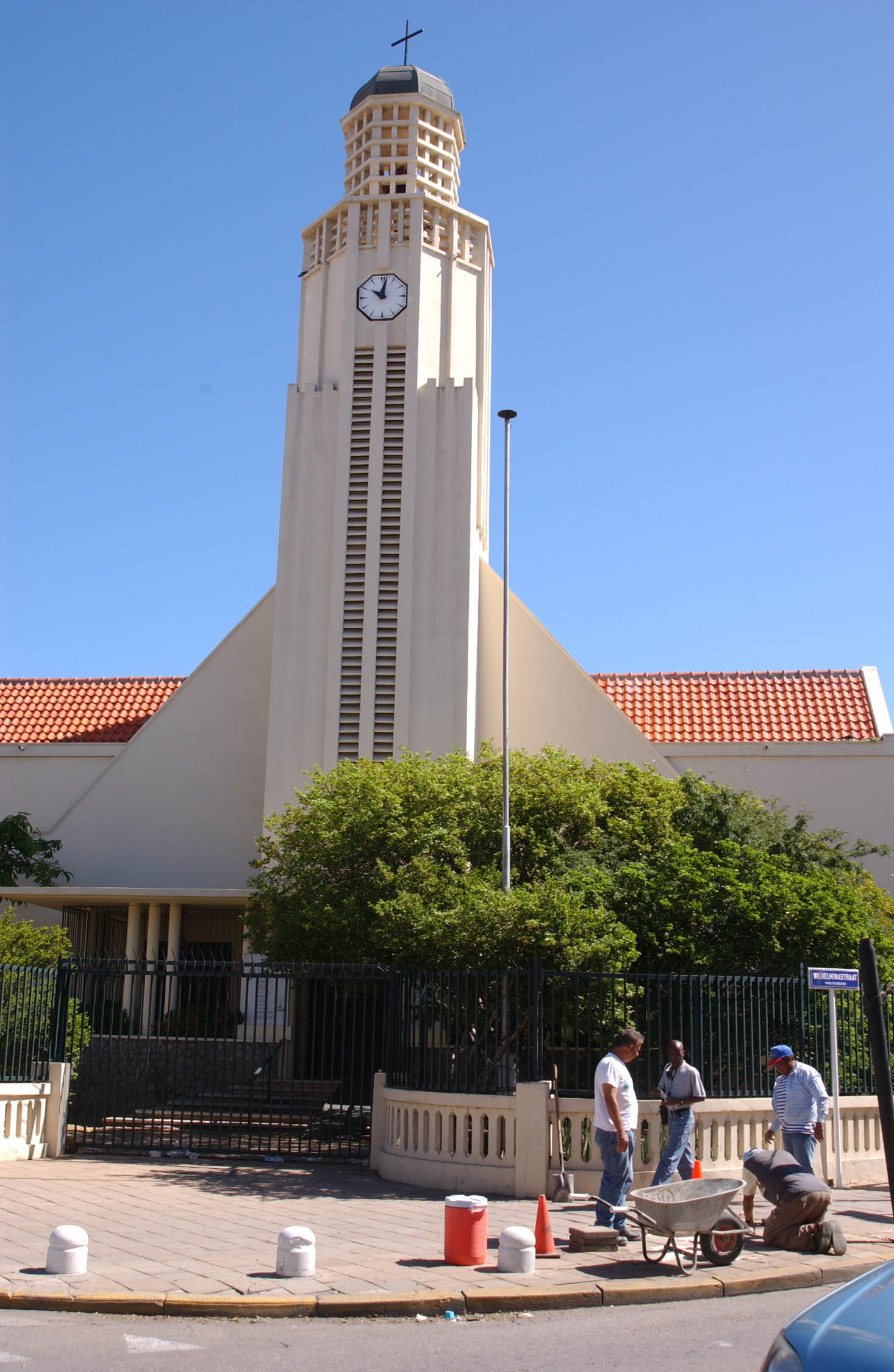
Новая протестантская церковь

Значительную культурную ценность представляет Национальный археологический музей в котором собраны более 10 тысяч экспонатов по культуре индейцев Арубы. В городе находится Национальная библиотека Арубы.
В городе имеется ряд зданий, построенных в голландском колониальном стиле. В связи с заинтересованностью правительства в сохранении культурного наследия, ряд старых зданий был отреставрирован и перекрашен, к примеру побеленное здание гражданской регистратуры на улице Вильхельмины.
В Ораньестаде построена современная спортивная арена, стадион «Вильгельмина Стэдиум».

## Туризм
В городе расположено несколько мест отдыха, включая торговый центр на Королевской площади (англ. Royal Plaza) и часть зданий на Главной улице и главной площади.
Одной из достопримечательностей города является форт Заутман, беспошлинный порт и башня Виллема III, расположенная рядом с фортом.

## Транспорт
В 2,5 км от центра города находится Международный аэропорт имени королевы Беатрикс.
Caya G. F. Betico Croes, или Главная улица — главная торговая улица Ораньестада, однако несколькими годами ранее главным торговым центром города был бульвар Ллойда Г. Смита, главная артерия города. Это происходило отчасти потому, что он расположен вблизи круизного терминала и порта.

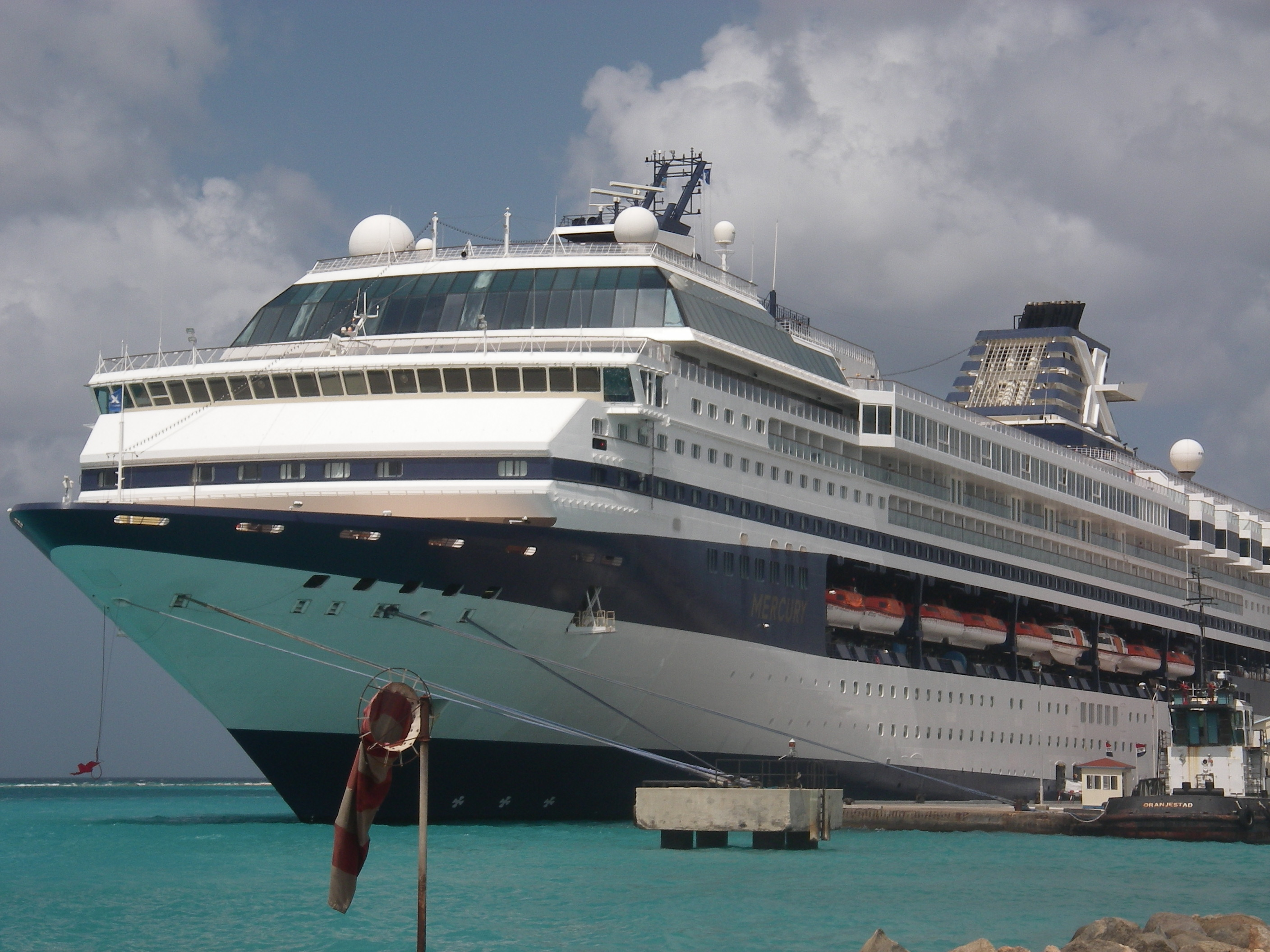
В гавань Ораньестада входит круизное судно MV Celebrity Mercury.

В большой порт Ораньестада могут заходить до 5 больших судов одновременно. В 2003 году в порт зашло более 200 контейнеровозов. В 5 км к востоку от города в Баркадере имеется небольшой порт для грузовых судов. В планах повысить производительность порта в Ораньестаде и построить несколько доков для починки яхт и рыбацких лодок.
В городе всё более распространена маятниковая миграция. С конца 2006 года планируется организовать круговое движение на главном перекрёстке от главного проспекта до вольной гавани. К 2008 году работы были завершены. В это время, местоположение нескольких отделов обслуживания клиентов и государственных учреждений, ранее расположенных в центре города, было изменено, их здания отреставрировали.
В феврале 2013 года в Ораньестаде открылась линия ретро-трамвая, работающего от аккумуляторов и водородных топливных элементов.

## Образование
В Ораньестаде находится университет Арубы (нидерл. Universiteit van Aruba), проводящий обучение юристов и экономистов, а также средняя школа (Colegio Arubano), в которых применяется голландская система образования. Бо́льшая часть молодёжи острова учится в высших учебных заведениях Нидерландов.
Также в Ораньестаде расположена университетская школа медицины имени Ксавьера, основанная на американской системе образования. В ней осуществляется двухлетний курс обучения, для получения степени доктора медицины — 4-летний. Обучение в ней ведётся на английском языке.

## Спорт
В городе действует множество спортивных центров и спортивных учебных учреждений. В городе также расположен стадион и база клубов «Эстрелла», «Расинг», «Депортиво», «Ла-Фама» принимающих участие в чемпионате Арубы по футболу.